# Dora Gabe
Dora Petrova Gabe, búlgar: Дора Петрова Габе (per nom de naixement: Izidora Peisah, búlgar: Изидора Пейсах) (16 d'agost de 1888, a Harmanlak, llavors Imperi Otomà, actualment Dàbovik, província de Dòbritx – 16 de novembre de 1983, Sofia) fou una poetessa, traductora, assagista i crítica teatral búlgara d'origen jueu.
Fou presidenta del PEN Club búlgar i organitzadora de publicacions literàries massives per a nens.

## Biografia
Dora Gabe era la filla de Pètar Gabe, un immigrant rus que es va convertir en el primer jueu a ser elegit per a l'Assemblea Nacional de Bulgària. Quan li va ser prohibit de prendre possessió del càrrec, va orientar la seva carrera professional envers el periodisme i es va convertir en una coneguda figura pública a Bulgària.Dora va estudiar el batxillerat a Varna i després es va llicenciar en Ciències Naturals a la Universitat de Sofia (1904). Posteriorment va estudiar filologia francesa a Ginebra i Grenoble (1905-1906). Va ensenyar francès a Dòbritx (1907).
De 1911 a 1932, va residir a l'estranger (a Polònia, Alemanya, Suïssa, Àustria, República Txeca, França i Regne Unit) amb el seu espòs, el professor Boian Pènev. Durant la seva estada a Polònia, es va fer amiga de diversos artistes polonesos, com ara Kazimierz Przerwa-Tetmajer, Jan Kasprowicz, Leopold Staff i Stanisław Ignacy Witkiewicz (Witkacy). Aquest últim va pintar-li un retrat el 1924, que va penjar al seu apartament durant la resta de la seva vida. Va dedicar molts poemes als seus amics polonesos.
En els anys vint i trenta, va fer nombroses conferències sobre qüestions polítiques i culturals, com el desenvolupament de la literatura búlgara i el destí de la regió de Dòbrudja.
El 1925, el Ministeri d'Educació de Bulgària va encarregar a Dora Gabe que edités la sèrie Biblioteka za nai-màlkite búlgar: Библиотека за най-малките ("Biblioteca per als més petits"). També va ser l'editora de la revista infantil Prozortxe, búlgar: Прозорче ("Finestra") (1939-1941).
Dora Gabe va ser un dels fundadors del Comitè bulgaropolonès (1922) i del PEN Club búlgar (1927). Fou durant molt de temps presidenta d'aquest últim. Va ser consellera d'assumptes culturals a l'ambaixada de Bulgària a Varsòvia (1947-1950), i representant de Bulgària al Congrés Internacional dels PEN clubs.
 
El 1968 va rebre el títol de "ciutadana honorària de la ciutat de Tolbuhin".
| « | "- Tu m'entens, oi, quan dic que em cal l'atmosfera de la teva ànima ... Perquè només en aquesta atmosfera pot sorgir tot allò en què posaríem sentit a la nostra vida, tot allò que seríem, pel que ens sacrificaríem i sofriríem, lluitaríem i assaonaríem per gestes silencioses que reencarnen l'ànima, Dora" | » |

## Carrera literària

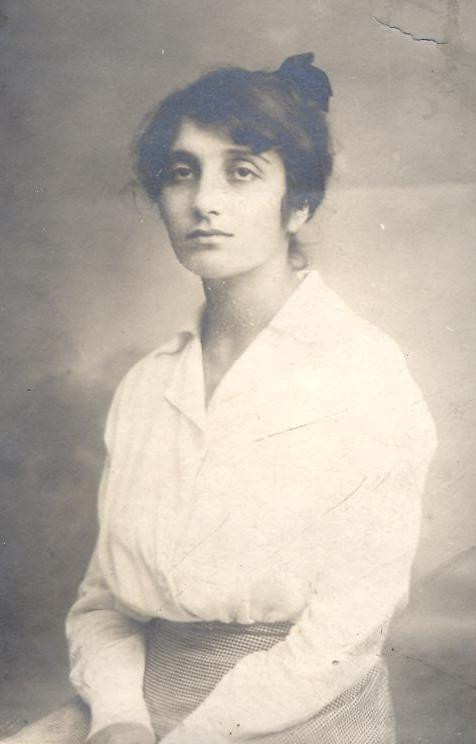
Foto de la jove Dora Gabe

En 1900 a Xumen, va publicar un dels seus primers poemes, titulat Pròlet búlgar: Пролет ("Primavera") a la revista literària Mladinà, búlgar: Младина ("Joventut").
Poc després, va publicar una sèrie de poemes a les revistes Míssal, búlgar: Мисъл ("Pensament"), Demokratítxeski prègled, búlgar: Демократически преглед ("Revista Democràtica") i Novo obsxestvò búlgar: Ново общество ("Nova Societat") en 1905-1906. Això va marcar l'inici de la seva carrera literària.
 
Als anys vint i trenta, va publicar poesia per a adults i nens, novel·les de viatges, contes, assagística de ficció, impressions, crítiques teatrals, articles sobre literatura estrangera i búlgara, esbossos biogràfics de poetes i escriptors en revistes com ara Savrèmenna míssal ("Pensament contemporani"), Zlatorog, Polsko-bàlgarski prègled ("Revisió polonesobúlgara"), Demokratítxeski prègled ("Revisió democràtica"), Listopad ("Fulles que cauen"), Dobrudjanski prègled ("Revisió de Dòbrudja"), Izkustvo i krìtika ("Art i criticisme") etc, als diaris Slovo ("Paraula"), Epokha ("Època"), Vèstnik na jenata ("Diari de dones"), Svobodna retx ("Llibertat d'expressió"), Zorà ("Alba"), Jenski glas ("Veu de dones"), Míssal ("Pensament"), Savrèmennik ("Contemporani"), Vèstnik na vèstnitsite ("Diari de diaris"), Dnèvnik ("Diari"), Zarià ("Cel rogenc al matí") etc, a les publicacions periòdiques infantils Svetulka ("Cuca de llum"), Detska ràdost ("Alegria dels nens"), Detski sviat ("Món dels nens"), Drugartxe ("Camarada"), Detski jivot ("La vida dels nens"), Rossitsa, Slàveitxe ("Rossinyol"), Vèssela drujina ("Bona companyia"), Prozortxe“ ("Finestra"), etc.
Després de 1944, va ser àmpliament publicada als diaris i revistes búlgars més populars, així com a la revista infantil Slàveitxe, Drujinka ("Escamot") Detsà, izkustvo, knigui ("Nens, art, llibres") i altres. La primera col·lecció lírica poesia de Dora Gabe, titulada Temenugui ("Violetes") en l'esperit del sentimentalisme secessionista de principis de segle i, en part, de les convencions poètiques del simbolisme.
Tanmateix, Dora Gabe desplega el seu talent en el camp de la literatura infantil. Va debutar al "Llibre d'or per als nostres infants" búlgar: Златна книга за нашите деца Zlatna kniga za nàixite detsà d'Aleksàndar Bojínov el 1921. Els seus llibres per a nens de la dècada de 1920 a la dècada de 1960 són una lectura de diverses generacions de nens búlgars i pertanyen als clàssics del patrimoni literari infantil. Un lloc especial en l'obra de Dora Gabe per a nens (fet amb formes de gènere prosaic) són les impressions memorables recollides en el llibre Niàkoga búlgar: Някога ("Alguna vegada") 
Les seves obres han estat traduïdes a Argentina, Àustria, Gran Bretanya, Vietnam, Alemanya, Grècia, Canadà, Cuba, Líban, Perú, Polònia, Romania, Rússia, Eslovàquia, Ucraïna, França i República Txeca.

## Obres

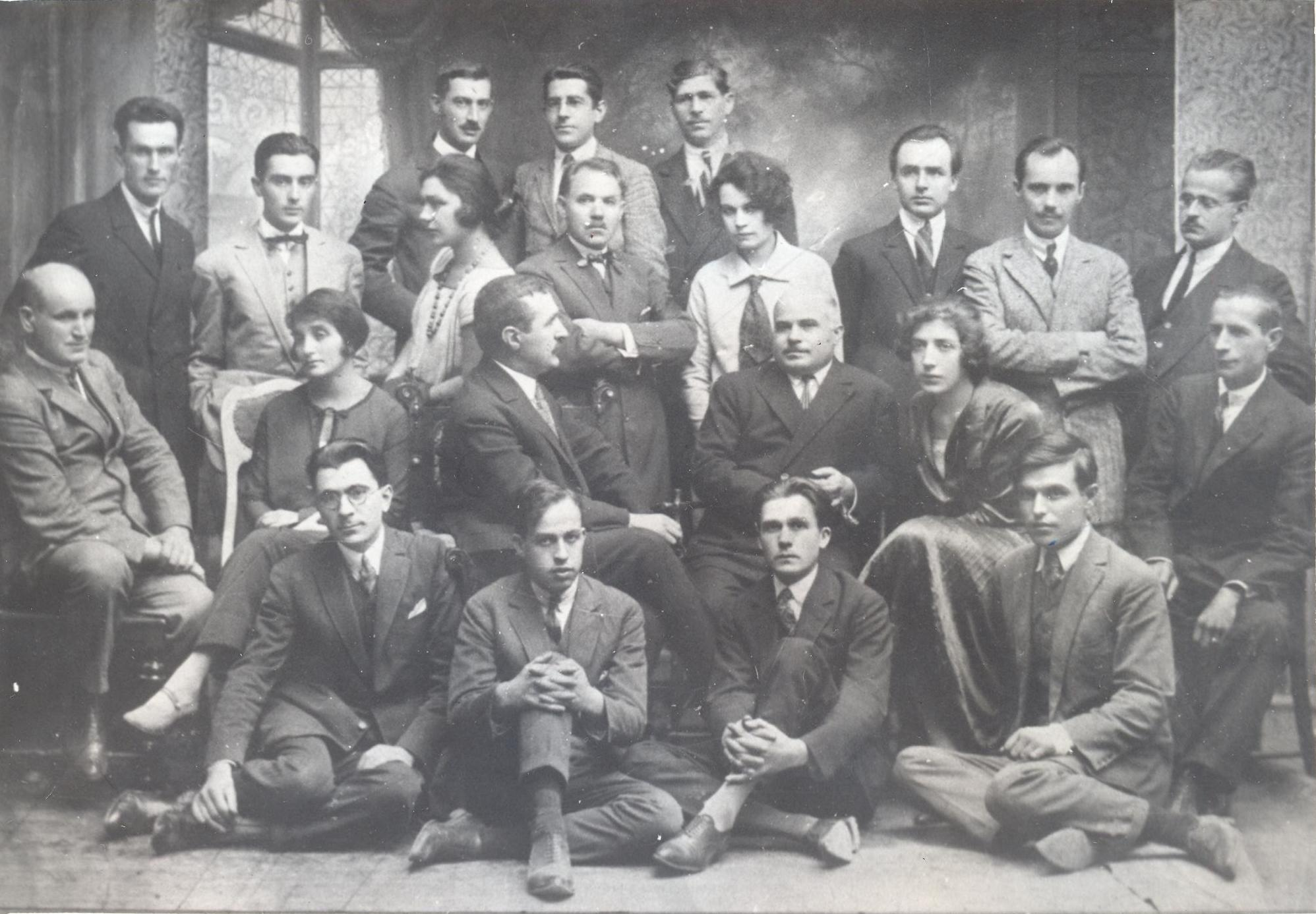
Fotografia en grup dels col·laboradors de la revista Zlatorog, de 1925 a 1927. Gabe és la segona, asseguda a la segona filera. Font: Agència Estatal "Arhivi"

### Novel·la
- Мълчаливи герои ("Herois silenciosos", 1931)
- Майка Парашкева ("Mare Paraixkeva", 1971)

### Històries curtes
- Малкият добруджанец ("El petit Dobrudjan", 1927)
- Ние малките ("Nosaltres, els petits", 1946)

## Traducció
Des del 1917 fins al final de la seva vida, Dora Gabe fou una activa traductora.
Va traduir albúlgar obres d'Adam Mickiewicz, Maria Konopnicka, Stanisław Wyspiański, Kazimierz Przerwa-Tetmajer, Juliusz Słowacki, Władysław Reymont, Jan Kasprowicz, Henryk Sienkiewicz, Adolf Dygasiński, Leopold Staff, Antoni Słonimski, Julian Tuwim, Cyprian Kamil Norwid, Adam Asnyk, Julian Przyboś, Jiří Wolker, Vítězslav Nezval, Karel Čapek, Jean Giono, Jaroslav Seifert, Arnold Słucki, Władysław Broniewski, Vera Ínber, Samuïl Marxak, Rita Bumi-Papa, Menelaos Ludemis, Iannis Ritsos i molts altres. Tenia fluïdesa en polonès, txec, rus, francès i grec.
Les seves obres de traducció més famoses inclouen:
- La sèrie d'antologies "poetes polonesos" (1921)
- "Himmes" de Jan Kasprowicz (1924)
- "Àngel" de Juliusz Słowacki (1925)

## Poemes seleccionats[7]
| « | (búlgar) Нощ (1922) О, нощ, която всичко ми отне и в себе си погълна тъй безследно, кажи сега и словото последно, щом маската от погледа ми сне! Умряха в тебе толкова души, затвориха се толкова зеници, захвърлени самотници в тъмници изсмука твоя мрак и присуши! А жадно гледат топлите ти взори — очите твои — разтопена плът, потъна в тях светът и се затвори. И само птичка върху твойта гръд, отметнала главица, пее, пее, а ти мълчиш, заслушана във нея…. | (català) Nit Oh nit, la que tot m'ha prés i m'engolires i arrasares amb tot, digues ara la teva última paraula ara que la màscara de la meva mirada has tret. Han mort en tu tantes ànimes s'han tancat tantes pupil·les gent gitada en solitari a les masmorres, han succionat i assecat la teva tenebror. I assedegades esguarden la teva mirada... els teus ulls – carn fosa- s'enfonsà en ells el món i es tancà. I només un ocellet al teu pit, alça el caparronet, canta, canta i tu, escoltant la melodia, callada. | » |

| « | (búlgar) Не гледай тъй... Не гледай тъй, не гледай тъй, тоз поглед твой не е за мене, на страст и нега отражене, запален другаде е той. Напразно с сведена глава наред със теб вървя полека, и слушам бликнали слова да се изливат леко, леко - Гори във тебе нейний чар... Недей ме гледа ти със него - със бликналата твоя нега расте в сърдцето ми кошмар! | (català) No miris així... No miris així, no miris així, aquest esguard teu no és per a mi, la tendresa i el seu reflex, en un altre lloc està encès. Amb el cap mirant a terra en va camino poc a poc al teu costat, i escolto el flux dels teus mots com s'aboquen lleugers, lleugers - Crema dins teu el seu encant... No em miris amb aquell esguard - amb el flux del teu ressentiment creix al meu cor, sorgeix malson! | » |